# Morgan Edge
Morgan Edge est un personnage de DC Comics et un ennemi de Superman, créé par Jack Kirby dans « Superman's Pal, Jimmy Olsen # 133 » en octobre 1970.

## Histoire
Il est l'exemple du capitaliste qui veut tout posséder et maîtriser les médias en sa faveur.
Morgan Edge est le directeur général d'un média de masse the Galaxy Broadcasting System, WGBS, (chaîne de télévision et radios). En 1971 Edge a acheté le Daily Planet, il était autoritaire avec Perry White mais juste et intègre avec ses autres salariés comme Clark Kent, Jimmy Olsen (reporters), Lana Lang (présentatrice) et Steve Lombard (en) (journaliste sportif).
Après Crisis on Infinite Earths Morgan Edge devient un vrai super-vilain, s'associant avec Lex Luthor dans le groupe Intergang. Cat Grant et Clark Kent enquêteront en secret sur ses activités, leurs articles dans le Daily Planet obligeront Morgan Edge à rejoindre l'équipe Superman Revenge Squad.

## Apparitions dans d'autres médias
- Ligue de justice d'Amérique
- Le rôle de Morgan Edge est interprété par Rutger Hauer (épisode 1 et 2) et Patrick Bergin (épisode 8) dans la troisième saison de Smallville :
  - Exile (2003), Épisode 1
  - Phoenix (2003), Épisode 2
  - Shattered (2003), Épisode 8
- Le rôle de Morgan Edge est interprété par Adrian Pasdar dans la saison 3 (2017-2018) de Supergirl.
- Le rôle de Morgan Edge dans Superman et Loïs est interprété par Adam Rayner